# سنان أنطون
سنان أنطون (بالإنجليزية: Sinan Antoon) شاعر وروائي ومترجم وأكاديمي عراقي. يعتبر من أبرز الروائيين العرب. تتناول رواياته الخمس المنشورة (إعجام، وحدها شجرة الرمان، يا مريم، فهرس، خزامى) تاريخ العراق في حقب الدكتاتورية والحصار والحروب التي عاشها العراقيون في العقود الأخيرة. ترجمت أعماله إلى أكثر من 16 لغة وحازت على جوائز عالمية. وصفه الكاتب الأرجنتيني آلبرتو مانغويل بأنه «واحد من كبار كتاب الرواية في عصرنا.»[بحاجة لمصدر أفضل]

## حياته
- مواليد بغداد، العراق، 1967.
- أكمل البكالوريوس في جامعة بغداد، قسم اللغة الإنكليزية عام 1990.
- هاجر إلى الولايات المتحدة عام 1991.
- حصل على شهادة الماجستير في الدراسات العربية من جامعة جورجتاون عام 1995.
- حصل على الدكتوراه من جامعة ّهارفارد بامتياز عام 2006.
- عمل أستاذا مساعدا في كلية دارتموث 2003-2005.
- عمل أستاذاً مساعدا في جامعة نيويورك عام 2005.
- حصل على الكثير من المنح منها منحة ميلون للبحث الأكاديمي عام 2003 ومنحة من برنامج أوروبا في الشرق الأوسط في برلين عام 2009. وكان زميلاً في معهد الدراسات المتقدمة في برلين عام 2016-2017.

## دراسته
- حصل على شهادة الليسانس في الأدب الإنكليزي من جامعة بغداد 1991
- حصل على شهادة الماجيستير في الدراسات العربية من جامعة جورجتاون 1996
- حصل على الدكتوراه من جامعة هارفارد 2006

## أعماله
- صدر له ديوان شعر بعنوان موشور مبلل بالحروب عن دار ميريت، القاهرة 2004.
- رواية بعنوان إعجام عن دار الآداب عام 2003. أعيد نشرها مع منشورات الجمل في ثلاث طبعات.
- شارك في إنتاج وإخراج فيلم تسجيلي بعنوان «حول بغداد» عام 2004. صور الفلم في بغداد في تموز 2003.
- رواية وحدها شجرة الرمان عن المؤسسة العربية للدراسات والنشر، بيروت، عام 2010. وصدرت بطبعات أخرى عن منشورات الجمل.
- ديوان شعر بعنوان «ليل واحد في كل المدن» عن منشورات الجمل، 2010.
- رواية يا مريم عن مجزرة كنيسة النجاة وترشحت لـجائزة البوكر العربية ووصلت للقائمة القصيرة وكانت عن منشورات الجمل لعام 2012 .
- رواية «فهرس» في بداية عام 2016 صدرت عن منشورات الجمل أيضًا.
- ديوان «كما في السماء» (منشورات الجمل، 2018).
- رواية «خُزامى» صادرة عن منشورات الجمل (2023).

### الترجمات
- ترجمت رواية إعجام من قبل الكاتب وربيكا جونسون ونشرتها دار سيتي لايتس في سان فرانسيسكو عام 2007.
- ترجم مجموعة من أشعاره إلى الإنكليزية ونشرتها دار هاربر ماونتن برس عام 2007.
- ترجمت روايته «إعجام» ونشرت بالفارسية والنرويجية والألمانية والبرتغالية والإيطالية.
- ترجم سنان أنطون روايته «وحدها شجرة الرمّان» بنفسه إلى الانكليزية (العنوان The Corpse Washer)[3] وحازت الترجمة على جائزة سيف غباش للترجمة العام 2015.[4] كما حازت ترجمتها إلى الفرنسية على جائزة أفضل رواية مترجمة من الأدب العربي للفرنسية العام 2017.[5] ترجمت الرواية إلى الفارسية والتركية وأكثر من 15 لغة أخرى.

## روابط خارجية
- سنان أنطون على موقع IMDb (الإنجليزية)
- سنان أنطون على موقع أول موفي (الإنجليزية)
- سنان أنطون على موقع كينوبويسك (الروسية)
- صفحة سنان أنطون على موقع أبجد
- صفحة اقتباسات سنان أنطون على موقع أبجد